# Eliza Fenwick
Eliza Fenwick, född 1767, död 1840, var en brittisk författare.
Hon var född i Cornwall. Hon gifte sig med den välbärgade författaren John Fenwick, med vilken hon fick två barn. Paret levde i London, där hon under 1790-talet deltog i stadens kulturliv och skapade många kontakter bland tidens konstnärer. Hon separerade från sin make på grund av hans alkoholism, och försörjde sig sedan som guvernant. Hon bosatte sig 1814 på Barbados, där hennes dotter Eliza Ann Fenwick Rutherford (1789-1828) var engagerad vid Theatre Royal, Bridgetown. Hennes son Orlando avled där 1816 och hennes svärson lämnade familjen 1819. Tillsammans med sin dotter drev hon en flickskola, Seminary For Young Ladies, 1814-1822. Hon bosatte sig 1822 i New York, och tvingades ta hand som sina fyra barnbarn ensam sedan dottern hade avlidit 1828. Hon drev 1829-1833 ännu ett Seminary For Young Ladies i Niagara i Kanada, och var därefter hushållerska vid en pojkskola. 
Hon utgav sin första bok, en brevroman 1795, och utgav sedan fler barnböcker. Hon brevväxlade med flera samtida kända kulturpersonligheter och hennes korrespondens har publicerats. 